# 賀寶芙
美商賀寶芙公司（英語：Herbalife，臺灣稱為賀寶芙，中国大陆曾用名荷康莱，現與香港澳門稱為康寶萊），是一家全球传销營養品公司，事業內容為從事開發和銷售許多種營養產品。該公司由馬克·休斯（Mark Hughes 1956~2000）於1980年創立。
該公司在開曼群島成立，公司總部位於加州洛杉磯，透過獨立直銷商和健康事業會員組成的網路在90個國家/地區營運。

## 創辦人
按賀寶芙官方網站，賀寶芙的創立源於其創辦人馬克·休斯的家庭悲劇。馬克·休斯18歲那一年，其母親，好萊塢二線影星的喬安·休斯，因使用減肥藥物快速瘦身的副作用導致失眠，進而服用安眠藥，結果在兩種藥物交互作用下，猝死於家中沙發上。馬克·休斯即憑藉前述所謂的家庭悲劇經歷，自述開始找尋一種安全且健康的減重方式，在中國雲南地區，發覺茶在中國及世界各國文化中的重要性，成立以無毒無污染、天然草本的農作物用尖端科技製造各項內、外在營養保健品的公司，期望幫助人們健康地控制體重。然而按洛杉磯時報刊載馬克·休斯其中一名父親的說法，其母親死於嗎啡類藥物的濫用而非前述原因，該文同時指出馬克·休斯對外宣傳的自身經歷，含有其他虛構不實的地方。
2000年5月21日，馬克·休斯死於家中，時年44歲，而賀寶芙發言人卻對外宣稱馬克·休斯是自然死亡。驗尸報告指出，死者死於酒精與多慮平結合的中毒（Alcohol-Doxepin Intoxication）。紐約時報按完整的驗尸報告的報導指出，馬克·休斯生前因酗酒問題、每日須抽6至8支雪茄的重度煙癮而尋求專業治療。死亡當日，死者飲酒過度並且服食過量的藥物，血液酒精濃度為0.21%。。

## 爭議事件

### 铅超标事件
揭露欺詐協會（Fraud Discovery Institute）在2008年於自身網站上稱康寶萊有6款产品建议剂量的含鉛量水平超过了美國加利福尼亚州《安全飲用水和有毒環境法案》的规定；賀寶芙否认了该項指控並稱旗下所有产品皆符合歐美及其組織檢驗單位的要求。2008年8月，賀寶芙對外宣佈揭露欺詐協會已經撤銷了相關指控。。根據官方文件顯示，賀寶芙事前給了該協會30萬美元私下和解，而賀寶芙稱這是因為對方是個敲詐犯，此舉將能夠避免長期的損耗。

### 大賣空事件
對沖基金經理人艾克曼（Bill Ackman）於2012年12月開始指控全球營養補給品公司賀寶芙以老鼠會（pyramid scheme）手法吸金詐財，並對其股票放空10億美元，賀寶芙股價一度大挫，但在2013年，因執法機構並未行動加上該公司獲利回昇，結果股價反而轉向大起，艾克曼屬下的基金反而一度賬面損失近5億美元。2014年3月，引得美國聯邦貿易委員會（FTC）對此展開調查後，賀寶芙股價復轉向跌勢，一度累跌43%。賀寶芙在調查開始前後都否認艾克曼的指控，並獲得億萬富豪艾康（Carl Icahn）及金融巨鱷索羅斯(George Soros)等大舉入股支持。但其股價在聯邦貿易委員會開始調查後還是持續下滑。2014年12月，該公司股價創下了52週新低，相對該年1月8日最高點，該公司股價在2014年度腰斬。2014年10月，賀寶芙管理層稱，調查結果將還給該公司一個清白，他們相信該委員會將不會勒令公司結束營業。
2016年7月15日，聯邦貿易委員會宣佈結案，賀寶芙必須交付2億美元和解金並承諾全面改變其營業模式，該公司股價當日聞訊大起。聯邦貿易委員會認為該公司確實欺瞞新血，誤導他們通過加入該業可以穩定獲得500至1500美元的月收入，然而實際上絕大多數的參加者無法輕易達成其營銷計畫賺取收入，不過委員會並未宣佈賀寶芙為老鼠會，只在誤導銷售員一件上作罰款。賀寶芙方認為這代表委員會已經證明他們清白。至於數年來積極圍剿賀寶芙的艾克曼等則宣稱己方陣營的說法獲得官方說法證實，即賀寶芙的經營確有不法，而未來隨之賀寶芙無法繼續使用以前的經營方式，放空方的他們終將取得盈利，故兩方皆宣佈獲得勝利。委員會要求賀寶芙今後必須改善其經營的透明度，在利益重分配上，必須以銷售業績計算。賀寶芙則公告認為未來的改變不會動搖其核心的經營。
2018年，贺宝芙股价持续攀升，阿克曼旗下公司清仓空头头寸。